# IEC 61850
IEC 61850 è uno standard per la progettazione dei sistemi di automazioni per le sottostazioni elettriche. Fa parte della Commissione Elettrotecnica Internazionale (International Electrotechnical Commission  o IEC in inglese) Commissione Tecnica 57 (TC57) Il modello di dati astratto definito nel IEC 61850 può essere "mappato" su un diverso numero di protocolli. Sono previste le mappature su MMS, GOOSE, Sampled Values (SMV) e alcuni servizi web.
Generalmente questi protocolli girano su reti TCP/IP o LAN di stazione con switch ethernet molto performanti per rispondere ai requisiti stringenti dei dispositivi di protezione, che necessitano tempi di risposta inferiori a 1 o 2 millisecondi.

## Documenti che compongono lo standard
Lo standard IEC 61850 è costituito dalle seguenti parti, ciascuna delle quali descritta in dettaglio in un documento separato. Lo standard è pubblicato in lingua inglese e francese. Di seguito sono riportati i titoli dei documenti in inglese.
- IEC 61850-1: Introduction and overview
- IEC 61850-2: Glossary
- IEC 61850-3: General requirements
- IEC 61850-4: System and project management - Ed.2
- IEC 61850-5: Communication requirements for functions and device models
- IEC 61850-6: Configuration language for communication in electrical substations related to IEDs - Ed.2
- IEC 61850-7: Basic communication structure for substation and feeder equipment
  - IEC 61850-7-1: Principles and models - Ed.2
  - IEC 61850-7-2: Abstract communication service interface (ACSI) - Ed.2
  - IEC 61850-7-3: Common Data Classes - Ed.2
  - IEC 61850-7-4: Compatible logical node classes and data classes - Ed.2
  - IEC 61850-7-10: Communication networks and systems in power utility automation - Requirements for web-based and structured access to the IEC 61850 information models [In corso di approvazione]
  - IEC 61850-7-410: Hydroelectric Power Plants - Communication for monitoring and control.
  - IEC 61850-7-420: Communications systems for Distributed Energy Resources (DER) - Logical nodes
  - IEC 61850-7-500: Use of logical nodes to model functions of a substation Automation system. [In corso di approvazione]
  - IEC 61850-7-510: Use of logical nodes to model functions of a Hydro Power Plant. [In corso di approvazione]
- IEC 61850-8: Specific communication service mapping (SCSM)
  - IEC 61850-8-1: Mappings to MMS (ISO/IEC9506-1 and ISO/IEC 9506-2) - Ed.2
- IEC 61850-9: Specific communication service mapping (SCSM)
  - IEC 61850-9-1: Sampled values over serial unidirectional multidrop point to point link
  - IEC 61850-9-2: Sampled values over ISO/IEC 8802-3 - Ed.2
- IEC 61850-10: Conformance testing
- IEC 61850-90-1: Use of IEC 61850 for the communication between substations
- IEC 61850-90-2: Use of IEC 61850 for the communication between control centres and substations [In corso di approvazione]
- IEC 61850-90-3: Using IEC 61850 for Condition Monitoring [In corso di approvazione]
- IEC 61850-90-4: IEC 61850 - Network Engineering Guidelines [In corso di approvazione]
- IEC 61850-90-5: Use of IEC 61850 to transmit synchrophasor information according to IEEE C37.118 [In corso di approvazione]
- IEC 61850-80-1: Guideline to exchanging information from a CDC-based data model using IEC 60870-5-101 or IEC 60870-5-104 [Published]

## Caratteristiche principali
Le più importanti caratteristiche dello standard sono:
1. Data Modelling (modellizzazione dei dati)
2. Reporting Schemes (schemi per la reportistica)
3. Fast Transfer of events (invio rapido degli eventi)
4. Setting Groups (gruppi di configurazione)
5. Sampled Data Transfer (invio di dati campionati)
6. Commands (Comandi)
7. Data Storage (Archiviazione dei dati)

## Standard Correlati
- IEC 62351 — Sicurezza per i protocolli delle suite 60870-5 e 61850 
  - IEC 62351-3 — Data and communications security: Communication network and system security – Profiles including TCP/IP
  - IEC 62351-4 — Data and communications security: Profiles including MMS
- IEC 61400-25 — Adattamento di IEC 61850 per le turbine eoliche
  - IEC 61400-25-1 — Descrizione generale dei principi e modelli
  - IEC 61400-25-2 — Modelli per la rappresentazione delle informazioni
  - IEC 61400-25-3 — Modelli per lo scambio di informazioni
  - IEC 61400-25-4 — Mappatura sul profilo di comunicazione
    - Mappatura su servizi SOAP-based [in corso di lavorazione]
    - Mappatura su MMS [fa riferimento IEC 61850-8-1]
    - Mappatura su OPC XML DA [in corso di lavorazione]
    - Mappatura su IEC 60870-5-104 [fa riferimento a IEC 62445-3 (in corso di lavorazione)]
    - Mappatura su DNP3 [in corso di lavorazione]

  - IEC 61400-25-5 — Test di conformità
  - IEC 61400-25-6 — Classi di Logical node e classi di dati (data classes) per il monitoraggio [in corso di lavorazione]
- IEC 62271-3 — Comunicazioni per il controllo e il monitoraggio di quadri elettrici ad alta tensione